# Ashraf Marei
Ashraf Marei es un deportista egipcio que compitió en natación adaptada. Ganó una medalla de bronce en los Juegos Paralímpicos de Seúl 1988 en la prueba de 25 m mariposa (clase 1B).

## Palmarés internacional
| Juegos Paralímpicos | Juegos Paralímpicos  | Juegos Paralímpicos | Juegos Paralímpicos |
| Año                 | Lugar                | Medalla             | Prueba              |
| ------------------- | -------------------- | ------------------- | ------------------- |
| 1988                | Seúl (Corea del Sur) | Medalla de bronce   | 25 m mariposa 1B    |